# CentOS
Community ENTerprise Operating System (CentOS) este un sistem de operare GNU/Linux, liber și gratuit, bazat pe cel liber, dar comercial (plătit), Red Hat Enterprise Linux, de la firma Red Hat. El a luat naștere pentru a oferi o distribuție gratuită pentru afaceri, care dorește să mențină compatibilitate binară de 100% cu cea originală.
CentOS este cea mai populară distribuție GNU/Linux pentru servere Web, deținând o cotă de utilizare de aproape 30% dintre serverele Web existente.

## Structură
Red Hat Enterprise Linux este disponibil numai printr-un serviciu de subscripție plătit, care oferă acces la actualizări software și la diverse nivele de suport tehnic. Produsul este compus, în general, din pachete software distribuite fie sub o licență cu sursă deschisă, fie sub una liberă; codul-sursă pentru aceste pachete este publicat de Red Hat.
Dezvoltatorii CentOS folosesc codul-sursă Red Hat pentru a crea un produs final foarte apropiat de Red Hat Enterprise Linux. Mărcile și logo-urile grafice Red Hat sunt modificate, fiindcă Red Hat nu permite ca ele să fie redistribuite.